# GF Örnen
GF Örnen Hässleholm bildades den 17 februari 1929 av initiativtagaren Carl Linell. Från första början bestod föreningen endast av manliga gymnaster, men 1931 bildades den första kvinnliga truppen. GF Örnen är en gymnastikförening som håller till i Hässleholm Med inriktning på trupptävling. Idag har klubben ca 180 medlemmar fördelat på 8 trupper och 15 tränare. Av föreningens medlemmar är flertalet barn/ungdomar på tävlingsnivå.
Målsättningen i föreningen är att verka för den frivilliga gymnastikens utbredning. Föreningen vill ge sina aktiva gymnaster möjligheten att uppnå den gymnastiska färdigheten som var och en eftersträvar.